# Troisième circonscription du Nord de 1863 à 1870
La troisième circonscription du Nord était l'une des 9 circonscriptions législatives françaises que comptait le département du Nord pendant les sept dernières années du Second Empire.

## Description géographique et démographique
La troisième circonscription du Nord était située à la périphérie de l'agglomération Lilloise. Ceinturé entre le Pas-de-Calais, les arrondissements de Douai et d'Hazebrouck la circonscription est centrée autour de la ville de Lille, elle est créée à la suite du redécoupage électoral.
Elle regroupait les divisions administratives suivantes : Canton de La Bassée ; Canton d'Haubourdin ; Canton de Lille-Sud-Ouest ; Canton de Lille-Ouest ; Canton de Merville et le Canton de Pont-à-Marcq.
Lors du recensement général de la population en 1864 à la suite du décret du 1er février de cette année, la population totale de cette circonscription est estimée à 153 836 habitants.

## Historique des députations
| Législature    | Début de mandat  | Fin de mandat    | Député élu                | Parti politique     | Observations         |
| -------------- | ---------------- | ---------------- | ------------------------- | ------------------- | -------------------- |
| 3e législature | 31 mai 1863      | 5 janvier 1868   | Alexandre des Rotours     | Majorité dynastique |                      |
| 3e législature | 1er février 1868 | 27 avril 1869    | Robert Eugène des Rotours | Majorité dynastique |                      |
| 4e législature | 23 mai 1869      | 4 septembre 1870 | Robert Eugène des Rotours | Majorité dynastique | Fin du Second Empire |